# 安月名莉子
安月名 莉子（あづな りこ、1993年12月3日 - ）は、日本の女性シンガーソングライター、声優。埼玉県出身。

## 概要
幼いころからミュージカル、TV出演を通じて表現を学び、大学進学時に、シンガーソングライターとして活動開始。
声優の石川由依は子役時代からの旧友。
高校時代は、軽音楽部に所属していた。
2018年、テレビアニメ『やがて君になる』のオープニングテーマ「君にふれて」でデビュー。同時にOVA『Re:ゼロから始める異世界生活 Memory Snow』の挿入歌「Memories」のボーカルを担当。
2019年、ゲーム『夢現Re:Master』のエンディングテーマを歌唱。同作にて「ニエ役」の声優を担当する。
2022年4月1日、声優としてEARLY WINGにも所属することを発表。同年、所属していたSPIKE株式会社を退所した。
2023年7月13日、CAT entertainment、F.M.Fとマネジメントの業務提携を締結したことを発表した。
2024年4月、所属していたEARLY WINGを退所し、CAT entertainmentの正所属となる。

## ディスコグラフィ

### シングル
|      | 発売日         | タイトル                      | 規格品番   | オリコン 最高位 |
| ---- | -------------- | ----------------------------- | ---------- | --------------- |
| 1st  | 2018年11月28日 | 君にふれて                    | ZMCZ-12648 | 39位            |
| 2nd  | 2019年2月27日  | Whiteout                      | ZMCZ-12952 | 91位            |
| 3rd  | 2019年8月21日  | Glow at the Velocity of Light | ZMCZ-13182 | 79位            |
| 4th  | 2019年11月6日  | be perfect, plz!              | ZMCZ-13572 | 128位           |
| 5th  | 2021年1月27日  | keep weaving your spider way  | ZMCZ-14441 | 56位            |
| 6th  | 2021年4月28日  | Chance! & Revenge!            | ZMCZ-14783 | 62位            |
| 7th  | 2022年1月26日  | 知らなきゃ                    | ZMCZ-15291 | 83位            |
| 8th  | 2022年5月11日  | selfish                       | ZMCZ-15452 | 89位            |
| 9th  | 2022年8月24日  | かたち                        | ZMCZ-15771 | 30位            |
| 10th | 2023年10月28日 | Azu is                        | FRAZ-0001  | —               |
| 11th | 2024年4月28日  | シルバーフラワールド          | FRAZ-0003  | —               |
| 12th | 2025年4月27日  | Horizon                       | FRAZ-0005  | —               |

### 配信限定シングル
|          | 発売日         | タイトル | 規格品番  |
| -------- | -------------- | -------- | --------- |
| 1st      | 2019年5月1日   | 花       | SPK-00002 |
| 先行配信 | 2024年10月30日 | Horizon  |           |
| 2nd      | 2025年7月16日  | 雨のち虹 |           |

### アルバム
|     | 発売日        | タイトル  | 規格品番   | オリコン最高位 |
| --- | ------------- | --------- | ---------- | -------------- |
| 1st | 2023年3月29日 | BLUE MOON | ZMCZ-16541 | 141位          |

### タイアップ曲
| 楽曲                          | タイアップ                                                                      | 時期   |
| ----------------------------- | ------------------------------------------------------------------------------- | ------ |
| 君にふれて                    | テレビアニメ『やがて君になる』オープニングテーマ                                | 2018年 |
| rise                          | テレビアニメ『やがて君になる』挿入歌                                            | 2018年 |
| Memories                      | OVA『Re:ゼロから始める異世界生活 Memory Snow』挿入歌                            | 2018年 |
| Whiteout                      | テレビアニメ『ブギーポップは笑わない』エンディングテーマ                        | 2019年 |
| Sayonara                      | テレビアニメ『ブギーポップは笑わない』エンディングテーマ                        | 2019年 |
| 花                            | ゲーム『夢現Re:Master』エンディングテーマ                                       | 2019年 |
| Glow at the Velocity of Light | テレビアニメ『彼方のアストラ』エンディングテーマ                                | 2019年 |
| be perfect, plz!              | テレビアニメ『慎重勇者〜この勇者が俺TUEEEくせに慎重すぎる〜』エンディングテーマ | 2019年 |
| さいしょからずっと            | テレビアニメ『慎重勇者〜この勇者が俺TUEEEくせに慎重すぎる〜』エンディングテーマ | 2019年 |
| sweet pass                    | テレビアニメ『異世界かるてっと2』エンディングテーマ                             | 2019年 |
| 一心同体                      | ゲーム『夢現Re:After』エンディングテーマ                                        | 2020年 |
| Snow Globe                    | OVA『planetarian 〜雪圏球〜』オープニングテーマ                                 | 2020年 |
| keep weaving your spider way  | テレビアニメ『蜘蛛ですが、なにか?』オープニングテーマ                           | 2021年 |
| Chance! & Revenge!            | テレビアニメ『幼なじみが絶対に負けないラブコメ』オープニングテーマ              | 2021年 |
| BEYOND                        | ゲーム『PARQUET』オープニングテーマ                                             | 2021年 |
| 知らなきゃ                    | テレビアニメ『ハコヅメ〜交番女子の逆襲〜』オープニングテーマ                    | 2022年 |
| selfish                       | テレビアニメ『乙女ゲー世界はモブに厳しい世界です』エンディングテーマ            | 2022年 |
| かたち                        | テレビアニメ『メイドインアビス 烈日の黄金郷』オープニングテーマ                 | 2022年 |
| 灯火                          | ゲーム『メイドインアビス 闇を目指した連星』エンディングテーマ                   | 2022年 |
| Dream to you...               | ゲーム『Deemo2』収録曲                                                          | 2023年 |
| Convallaria                   | ゲーム『everlasting flowers』オープニングテーマ                                 | 2024年 |
| Emotions' Name                | SANKYO『Pフィーバーからくりサーカス2』実機搭載曲                                | 2024年 |
| Resonant Blue                 | SANKYO『フィーバー炎炎ノ消防隊2』実機搭載曲                                     | 2025年 |

### レコーディング参加
- nonoc「雪の果てに君の名を」 - アコースティック・ギター
- cadode「ピンチはダンス」 - コーラス

### 楽曲提供
- 石原夏織
  - 「ムーンランナー」（作曲）

## 出演

### ラジオ
- 歌でマスターする外国語（2019年7月 - 、YouTube配信・栃木放送・山形放送）
- 彩音と安月名莉子のChoco-Bana Radio（2021年4月 - 6月、市川うららFM）

### ゲーム
- 夢現Re:Master（2019年6月13日発売、ニエ役[13]）

### その他
- 安月名莉子といっしょに弾こうよ!アコースティックギター（2020年9月 - 、イシバシ楽器、YouTube配信）

## ライブ・イベント

### 合同ライブ
| 出演日         | タイトル                      | 会場                         |
| -------------- | ----------------------------- | ---------------------------- |
| 2021年12月12日 | 京 Premium Live 2021          | ロームシアター京都（京都府） |
| 2022年5月14日  | KADOKAWA ARTIST LIVE ON STAGE | Zepp DiverCity（東京都）     |